# 화성 여자친구 살인 사건
화성 여자친구 살인 사건은 2024년 3월 25일 대한민국 경기도 화성시 봉담읍 와우리에서 동거하던 여자친구를 살해하고 여자친구의 모친을 부상을 입힌 사건이다.